# Haplochromis fusiformis
Haplochromis fusiformis – gatunek słodkowodnej ryby z rodziny pielęgnicowatych (Cichlidae). Niekiedy wydzielany był do monotypowego rodzaju Yssichromis Greenwood, 1980.

## Występowanie
Występuje w Afryce Wschodniej w Jeziorze Wiktorii (Kenia, Uganda i Tanzania), na głębokościach 27–33 m. 

## Opis
Dorasta do 11 cm długości standardowej. Żywi się owadami.

## Zagrożenia i ochrona
W Czerwonej księdze gatunków zagrożonych IUCN ma status gatunku narażonego na wyginięcie. Jednym z czynników powodujących zanikanie gatunku jest wprowadzenia okonia nilowego do Jeziora Wiktorii na początku lat 80. XX wieku oraz ogólne zanieczyszczenie wód jeziora.